# حسام‌الدین جمعه
حسام‌الدین جمعه (انگلیسی: Hossameldin Gomaa؛ زادهٔ ۱۵ فوریهٔ ۱۹۸۴) بازیکن والیبال اهل مصر است.